# 13534 Alain-Fournier
13534 Alain-Fournier este un asteroid din centura principală de asteroizi.

## Descriere
13534 Alain-Fournier este un asteroid din centura principală de asteroizi. A fost descoperit pe 4 septembrie 1991 la Observatorul La Silla de Eric Walter Elst. Asteroidul prezintă o orbită caracterizată de o semiaxă mare de 3,20 ua, o excentricitate de 0,18 și o înclinație de 1,3° în raport cu ecliptica.